# Perú en la Copa América 2019
La selección del Perú fue uno de los doce equipos participantes en la Copa América 2019. Dicho torneo se desarrolló en Brasil, entre el 14 de junio hasta 7 de julio de 2019. El sorteo de la Copa América, realizado el 24 de enero en la ciudad de Río de Janeiro, determinó que La Blanquirroja dispute sus partidos en el grupo A junto a Brasil, Bolivia y Venezuela.

## Preparación
La selección del Perú tuvo una participación discreta en la Copa Mundial FIFA 2018, a la que había logrado clasificar después de 36 años (su última participación había sido en 1982), tras vencer a Nueva Zelanda en la repesca continental OFC-Conmebol tras finalizar quinto en las eliminatorias. Luego del Mundial celebrado en Rusia, el conjunto bicolor comenzó su preparación de cara a la Copa América 2019 con giras amistosas durante los meses de septiembre, octubre, y noviembre de 2018 y junio de 2019, totalizando diez partidos, tres victorias, un empate, y seis derrotas. 

### Amistosos previos
| 6 de septiembre de 2018, 19:45 (UTC+1) | Países Bajos  | 2:1 (0:1) | Perú       | Amsterdam Arena, Ámsterdam, Países Bajos |                                 |
|                                        | Depay 60' 83' |           | Aquino 13' | Asistencia: 31 485 espectadores          | Asistencia: 31 485 espectadores |

| 9 de septiembre de 2018, 19:30 (UTC+1) | Alemania                | 2:1 (1:1) | Perú          | Rhein-Neckar-Arena, Sinsheim, Alemania |                                 |
|                                        | Brandt 25' · Schulz 85' |           | Advíncula 22' | Asistencia: 24 500 espectadores        | Asistencia: 24 500 espectadores |

| 12 de octubre de 2018, 21:30 (UTC-4) | Perú                             | 3:0 (0:0) | Chile | Hard Rock Stadium, Miami, Estados Unidos |                                 |
|                                      | Roco 64' (a.g.) · Aquino 75' 86' |           |       | Asistencia: 45 600 espectadores          | Asistencia: 45 600 espectadores |

| 16 de octubre de 2018, 20:00 (UTC-4) | Estados Unidos | 1:1 (0:0) | Perú       | Rentschler Field, East Hartford, Estados Unidos |                                 |
|                                      | Sargent 49'    |           | Flores 86' | Asistencia: 35 068 espectadores                 | Asistencia: 35 068 espectadores |

| 15 de noviembre de 2018, 21:00 (UTC-5) | Perú | 0:2 (0:0) | Ecuador                           | Estadio Nacional de Lima, Lima, Perú |                                 |
|                                        |      |           | A. Valencia 47' · E. Valencia 74' | Asistencia: 29 241 espectadores      | Asistencia: 29 241 espectadores |

| 20 de noviembre de 2018, 21:00 (UTC-5) | Perú                    | 2:3 (1:1) | Costa Rica                                    | Estadio Monumental de la UNSA, Arequipa, Perú |                                 |
|                                        | Flores 20' · Farfán 73' |           | McDonald 41' · Cruz 54' · Campbell 77' (pen.) | Asistencia: 39 000 espectadores               | Asistencia: 39 000 espectadores |

| 22 de marzo de 2019, 20:30 (UTC-4) | Perú     | 1:0 (1.0) | Paraguay | Red Bull Arena, Nueva Jersey, Estados Unidos |                                 |
|                                    | Cueva 3' |           |          | Asistencia: 19 008 espectadores              | Asistencia: 19 008 espectadores |

| 26 de marzo de 2019, 19:10 (UTC-5) | Perú | 0:2 (0:0) | El Salvador                        | Robert F. Kennedy Memorial Stadium, Washington, Estados Unidos |                                 |
|                                    |      |           | Trauco 61' (a.g.) · Ó. Cerén 90+1' | Asistencia: 34 699 espectadores                                | Asistencia: 34 699 espectadores |

| 5 de junio de 2019, (UTC-5) | Perú      | 1:0 (0:0) | Costa Rica | Estadio Monumental, Lima, Perú  |                                 |
|                             | Cueva 53' |           |            | Asistencia: 42 578 espectadores | Asistencia: 42 578 espectadores |

| 9 de junio de 2019, 16:00 (UTC-5) | Perú | 0:3 (0:1) | Colombia                     | Estadio Monumental, Lima, Perú  |                                 |
|                                   |      |           | Uribe 23' 65' · Zapata 90+3' | Asistencia: 50 003 espectadores | Asistencia: 50 003 espectadores |

## Plantel
| No.   | Pos.           | Jugador             | Fecha de nacimiento (edad)         | Apa.           | Goles          | Club                      |
| ----- | -------------- | ------------------- | ---------------------------------- | -------------- | -------------- | ------------------------- |
| 1     | POR            | Pedro Gallese       | 23 de febrero de 1990 (29 años)    | 49             | 0              | Alianza Lima              |
| 2     | DEF            | Luis Abram          | 27 de febrero de 1996 (23 años)    | 7              | 0              | Vélez Sarsfield           |
| 3     | DEF            | Aldo Corzo          | 20 de mayo de 1989 (30 años)       | 27             | 0              | Universitario             |
| 4     | DEF            | Anderson Santamaría | 10 de enero de 1992 (27 años)      | 12             | 0              | Atlas                     |
| 5     | DEF            | Miguel Araujo       | 24 de octubre de 1994 (24 años)    | 13             | 0              | Talleres de Córdoba       |
| 6     | DEF            | Miguel Trauco       | 25 de agosto de 1992 (26 años)     | 37             | 0              | Saint-Étienne             |
| 7     | MED            | Josepmir Ballón     | 21 de marzo de 1988 (31 años)      | 48             | 0              | Universidad de Concepción |
| 8     | MED            | Christian Cueva     | 23 de noviembre de 1991 (27 años)  | 54             | 9              | Santos                    |
| 9     | DEL            | Paolo Guerrero      | 1 de enero de 1984 (35 años)       | 89             | 35             | Flamengo                  |
| 10    | DEL            | Jefferson Farfán    | 26 de octubre de 1984 (34 años)    | 92             | 26             | Lokomotiv Moscú           |
| 11    | DEL            | Raúl Ruidíaz        | 25 de julio de 1990 (28 años)      | 37             | 4              | Seattle Sounders          |
| 12    | POR            | Carlos Cáceda       | 27 de septiembre de 1991 (27 años) | 6              | 0              | FBC Melgar                |
| 13    | MED            | Renato Tapia        | 28 de julio de 1995 (23 años)      | 41             | 3              | Feyenoord Rotterdam       |
| 14    | DEL            | Andy Polo           | 29 de septiembre de 1994 (24 años) | 24             | 1              | Portland Timbers          |
| 15    | DEF            | Carlos Zambrano     | 10 de julio de 1989 (29 años)      | 43             | 4              | FC Basilea                |
| 16    | MED            | Jesús Pretell       | 26 de marzo de 1999 (20 años)      | 0              | 0              | Sporting Cristal          |
| 17    | DEF            | Luis Advíncula      | 2 de marzo de 1990 (29 años)       | 77             | 1              | Rayo Vallecano            |
| 18    | DEL            | André Carrillo      | 14 de junio de 1991 (28 años)      | 58             | 6              | Al-Hilal Saudi            |
| 19    | MED            | Yoshimar Yotún      | 7 de abril de 1990 (29 años)       | 85             | 2              | Cruz Azul                 |
| 20    | MED            | Edison Flores       | 25 de mayo de 1994 (25 años)       | 41             | 11             | Monarcas Morelia          |
| 21    | POR            | Patricio Álvarez    | 24 de enero de 1994 (25 años)      | 0              | 0              | Sporting Cristal          |
| 22    | DEF            | Alexander Callens   | 4 de mayo de 1992 (27 años)        | 13             | 1              | New York City             |
| 23    | MED            | Christofer Gonzales | 12 de octubre de 1992 (26 años)    | 10             | 1              | Sporting Cristal          |
| D. T. | Ricardo Gareca | Ricardo Gareca      | Ricardo Gareca                     | Ricardo Gareca | Ricardo Gareca | Ricardo Gareca            |

## Participación

### Primera fase - Grupo A
| Selección | Pts | PJ | PG | PE | PP | GF | GC | Dif |
| --------- | --- | -- | -- | -- | -- | -- | -- | --- |
| Brasil    | 7   | 3  | 2  | 1  | 0  | 8  | 0  | 8   |
| Venezuela | 5   | 3  | 1  | 2  | 0  | 3  | 1  | 2   |
| Perú      | 4   | 3  | 1  | 1  | 1  | 3  | 6  | –3  |
| Bolivia   | 0   | 3  | 0  | 0  | 3  | 2  | 9  | –7  |

#### Venezuela vs Perú
| 15 de junio de 2019, 16:00 | Venezuela | 0:0     | Perú | Arena do Grêmio, Porto Alegre                             |                                                           |
|                            |           | Reporte |      | Asistencia: 13 370 espectadores Árbitro(s): Wilmar Roldán | Asistencia: 13 370 espectadores Árbitro(s): Wilmar Roldán |

| 1          | Guardameta     | Wuilker Faríñez    |     |
| 2          | Defensa        | Mikel Villanueva   |     |
| 4          | Defensa        | Jhon Chancellor    |     |
| 14         | Defensa        | Luis Mago          |     |
| 16         | Defensa        | Roberto Rosales    |     |
| 5          | Centrocampista | Júnior Moreno      | 78' |
| 6          | Centrocampista | Yangel Herrera     |     |
| 8          | Centrocampista | Tomás Rincón       |     |
| 10         | Centrocampista | Jefferson Savarino | 69' |
| 15         | Centrocampista | Jhon Murillo       | 84' |
| 23         | Delantero      | Salomón Rondón     |     |
| Entrenador | Entrenador     | Rafael Dudamel     |     |

| 1          | Guardameta     | Pedro Gallese       |     |
| 2          | Defensa        | Luis Abram          |     |
| 6          | Defensa        | Miguel Trauco       |     |
| 15         | Defensa        | Carlos Zambrano     |     |
| 17         | Defensa        | Luis Advíncula      |     |
| 8          | Centrocampista | Christian Cueva     | 45' |
| 13         | Centrocampista | Renato Tapia        |     |
| 19         | Centrocampista | Yoshimar Yotún      | 66' |
| 23         | Centrocampista | Christofer Gonzales | 88' |
| 9          | Delantero      | Paolo Guerrero      |     |
| 10         | Delantero      | Jefferson Farfán    |     |
| Entrenador | Entrenador     | Ricardo Gareca      |     |

| 7  | Centrocampista | Darwin Machís    | 69' |
| 20 | Defensa        | Ronald Hernández | 78' |
| 18 | Centrocampista | Yeferson Soteldo | 84' |

| 20 | Centrocampista | Edison Flores  | 45' |
| 14 | Delantero      | Andy Polo      | 66' |
| 18 | Delantero      | André Carrillo | 88' |

| Amonestado | 6'  | Luis Mago      |
| Amonestado | 82' | Yangel Herrera |

| Amonestado | 26'   | Renato Tapia   |
| Amonestado | 90+3' | André Carrillo |

| Otorgado · Expulsado | 75' | Luis Mago |

| Árbitro             | Wilmar Roldán     |
| Árbitros asistentes | Alexander Guzmán  |
| Árbitros asistentes | Alexander León    |
| Cuarto Árbitro      | Carlos Orbe       |
| VAR                 | Leodán González   |
| Asistentes VAR      | Andrés Rojas      |
| Asistentes VAR      | Christian Lescano |
| Observador VAR      | Martin Vásquez    |
| Asesor de Árbitros  | Claudio Puga      |

| 1          | Guardameta     | Wuilker Faríñez    |     |
| 2          | Defensa        | Mikel Villanueva   |     |
| 4          | Defensa        | Jhon Chancellor    |     |
| 14         | Defensa        | Luis Mago          |     |
| 16         | Defensa        | Roberto Rosales    |     |
| 5          | Centrocampista | Júnior Moreno      | 78' |
| 6          | Centrocampista | Yangel Herrera     |     |
| 8          | Centrocampista | Tomás Rincón       |     |
| 10         | Centrocampista | Jefferson Savarino | 69' |
| 15         | Centrocampista | Jhon Murillo       | 84' |
| 23         | Delantero      | Salomón Rondón     |     |
| Entrenador | Entrenador     | Rafael Dudamel     |     |

| 1          | Guardameta     | Pedro Gallese       |     |
| 2          | Defensa        | Luis Abram          |     |
| 6          | Defensa        | Miguel Trauco       |     |
| 15         | Defensa        | Carlos Zambrano     |     |
| 17         | Defensa        | Luis Advíncula      |     |
| 8          | Centrocampista | Christian Cueva     | 45' |
| 13         | Centrocampista | Renato Tapia        |     |
| 19         | Centrocampista | Yoshimar Yotún      | 66' |
| 23         | Centrocampista | Christofer Gonzales | 88' |
| 9          | Delantero      | Paolo Guerrero      |     |
| 10         | Delantero      | Jefferson Farfán    |     |
| Entrenador | Entrenador     | Ricardo Gareca      |     |

| 7  | Centrocampista | Darwin Machís    | 69' |
| 20 | Defensa        | Ronald Hernández | 78' |
| 18 | Centrocampista | Yeferson Soteldo | 84' |

| 20 | Centrocampista | Edison Flores  | 45' |
| 14 | Delantero      | Andy Polo      | 66' |
| 18 | Delantero      | André Carrillo | 88' |

| Amonestado | 6'  | Luis Mago      |
| Amonestado | 82' | Yangel Herrera |

| Amonestado | 26'   | Renato Tapia   |
| Amonestado | 90+3' | André Carrillo |

| Otorgado · Expulsado | 75' | Luis Mago |

| Árbitro             | Wilmar Roldán     |
| Árbitros asistentes | Alexander Guzmán  |
| Árbitros asistentes | Alexander León    |
| Cuarto Árbitro      | Carlos Orbe       |
| VAR                 | Leodán González   |
| Asistentes VAR      | Andrés Rojas      |
| Asistentes VAR      | Christian Lescano |
| Observador VAR      | Martin Vásquez    |
| Asesor de Árbitros  | Claudio Puga      |

| Estadísticas      | Bandera de Venezuela | Bandera de Perú |
| Tiros             | 11                   | 17              |
| Tiros a puerta    | 5                    | 5               |
| Faltas            | 13                   | 13              |
| Saques de esquina | 4                    | 7               |
| Penaltis          | 0                    | 0               |
| Fueras de juego   | 4                    | 3               |
| Posesión de balón | 49%                  | 51%             |

#### Bolivia vs. Perú
| 18 de junio de 2019, 18:30 | Bolivia                    | 1:3 (1:1) | Perú                                                            | Estadio Maracanã, Río de Janeiro                           |                                                            |
|                            | Marcelo Martins 28' (pen.) |           | Paolo Guerrero 45' · Jefferson Farfán 55' · Edison Flores 90+6' | Asistencia: 26 346 espectadores Árbitro(s): Roddy Zambrano | Asistencia: 26 346 espectadores Árbitro(s): Roddy Zambrano |

| 1          | Guardameta     | Carlos Lampe        |     |
| 4          | Defensa        | Luis Haquin         |     |
| 6          | Defensa        | Erwin Saavedra      | 73' |
| 8          | Defensa        | Diego Bejarano      |     |
| 17         | Defensa        | Marvin Bejarano     |     |
| 22         | Defensa        | Adrian Jusino       |     |
| 3          | Centrocampista | Alejandro Chumacero |     |
| 7          | Centrocampista | Leonel Justiniano   |     |
| 14         | Centrocampista | Raúl Castro         | 80' |
| 20         | Centrocampista | Fernando Saucedo    |     |
| 9          | Delantero      | Marcelo Martins     |     |
| Entrenador | Entrenador     | Eduardo Villegas    |     |

| 1          | Guardameta     | Pedro Gallese    |       |
| 2          | Defensa        | Luis Abram       |       |
| 6          | Defensa        | Miguel Trauco    |       |
| 15         | Defensa        | Carlos Zambrano  | 85'   |
| 17         | Defensa        | Luis Advíncula   |       |
| 8          | Centrocampista | Christian Cueva  | 79'   |
| 13         | Centrocampista | Renato Tapia     |       |
| 19         | Centrocampista | Yoshimar Yotún   |       |
| 9          | Delantero      | Paolo Guerrero   | 90+3' |
| 10         | Delantero      | Jefferson Farfán |       |
| 14         | Delantero      | Andy Polo        |       |
| Entrenador | Entrenador     | Ricardo Gareca   |       |

| 11 | Delantero | Leonardo Vaca   | 73' |
| 18 | Delantero | Gilbert Álvarez | 80' |

| 20 | Centrocampista | Edison Flores       | 79'   |
| 5  | Defensa        | Miguel Araujo       | 85'   |
| 23 | Centrocampista | Christofer Gonzales | 90+3' |

| Anotado · Penal | 28' | Marcelo Martins | 1-0 |

| Anotado | 45'   | Paolo Guerrero   | 1-1 |
| Anotado | 55'   | Jefferson Farfán | 1-2 |
| Anotado | 90+6' | Edison Flores    | 1-3 |

| Amonestado | 30' | Alejandro Chumacero |
| Amonestado | 82' | Luis Haquin         |

| Amonestado | 27' | Carlos Zambrano |
| Amonestado | 42' | Paolo Guerrero  |

| Árbitro             | Roddy Zambrano    |
| Árbitros asistentes | Christian Lescano |
| Árbitros asistentes | Byron Romero      |
| Cuarto Árbitro      | Piero Maza        |
| VAR                 | Esteban Ostojich  |
| Asistentes VAR      | Nicolás Gallo     |
| Asistentes VAR      | Hernán Maidana    |
| Observador VAR      | Jorge Larrionda   |
| Asesor de Árbitros  | Óscar Ruiz        |

| 1          | Guardameta     | Carlos Lampe        |     |
| 4          | Defensa        | Luis Haquin         |     |
| 6          | Defensa        | Erwin Saavedra      | 73' |
| 8          | Defensa        | Diego Bejarano      |     |
| 17         | Defensa        | Marvin Bejarano     |     |
| 22         | Defensa        | Adrian Jusino       |     |
| 3          | Centrocampista | Alejandro Chumacero |     |
| 7          | Centrocampista | Leonel Justiniano   |     |
| 14         | Centrocampista | Raúl Castro         | 80' |
| 20         | Centrocampista | Fernando Saucedo    |     |
| 9          | Delantero      | Marcelo Martins     |     |
| Entrenador | Entrenador     | Eduardo Villegas    |     |

| 1          | Guardameta     | Pedro Gallese    |       |
| 2          | Defensa        | Luis Abram       |       |
| 6          | Defensa        | Miguel Trauco    |       |
| 15         | Defensa        | Carlos Zambrano  | 85'   |
| 17         | Defensa        | Luis Advíncula   |       |
| 8          | Centrocampista | Christian Cueva  | 79'   |
| 13         | Centrocampista | Renato Tapia     |       |
| 19         | Centrocampista | Yoshimar Yotún   |       |
| 9          | Delantero      | Paolo Guerrero   | 90+3' |
| 10         | Delantero      | Jefferson Farfán |       |
| 14         | Delantero      | Andy Polo        |       |
| Entrenador | Entrenador     | Ricardo Gareca   |       |

| 11 | Delantero | Leonardo Vaca   | 73' |
| 18 | Delantero | Gilbert Álvarez | 80' |

| 20 | Centrocampista | Edison Flores       | 79'   |
| 5  | Defensa        | Miguel Araujo       | 85'   |
| 23 | Centrocampista | Christofer Gonzales | 90+3' |

| Anotado · Penal | 28' | Marcelo Martins | 1-0 |

| Anotado | 45'   | Paolo Guerrero   | 1-1 |
| Anotado | 55'   | Jefferson Farfán | 1-2 |
| Anotado | 90+6' | Edison Flores    | 1-3 |

| Amonestado | 30' | Alejandro Chumacero |
| Amonestado | 82' | Luis Haquin         |

| Amonestado | 27' | Carlos Zambrano |
| Amonestado | 42' | Paolo Guerrero  |

| Árbitro             | Roddy Zambrano    |
| Árbitros asistentes | Christian Lescano |
| Árbitros asistentes | Byron Romero      |
| Cuarto Árbitro      | Piero Maza        |
| VAR                 | Esteban Ostojich  |
| Asistentes VAR      | Nicolás Gallo     |
| Asistentes VAR      | Hernán Maidana    |
| Observador VAR      | Jorge Larrionda   |
| Asesor de Árbitros  | Óscar Ruiz        |

| Estadísticas      | Bandera de Bolivia | Bandera de Perú |
| Tiros             | 7                  | 18              |
| Tiros a puerta    | 2                  | 3               |
| Faltas            | 8                  | 15              |
| Saques de esquina | 2                  | 5               |
| Penaltis          | 1                  | 0               |
| Fueras de juego   | 2                  | 1               |
| Posesión de balón | 40%                | 60%             |

#### Perú vs. Brasil
| 22 de junio de 2019, 16:00 | Perú | 0:5 (0:3) | Brasil                                                             | Arena Corinthians, São Paulo                                                     |                                                                                  |
|                            |      | Reporte   | Casemiro 12' · Firmino 19' · Everton 32' · Alves 53' · Willian 90' | Asistencia: 42 317 espectadores Árbitro(s): Fernando Rapallini VAR: Andrés Rojas | Asistencia: 42 317 espectadores Árbitro(s): Fernando Rapallini VAR: Andrés Rojas |

| 1          | Guardameta     | Pedro Gallese    |     |
| 2          | Defensa        | Luis Abram       |     |
| 5          | Defensa        | Miguel Araujo    |     |
| 6          | Defensa        | Miguel Trauco    |     |
| 17         | Defensa        | Luis Advíncula   |     |
| 8          | Centrocampista | Christian Cueva  | 67' |
| 13         | Centrocampista | Renato Tapia     |     |
| 19         | Centrocampista | Yoshimar Yotún   | 45' |
| 9          | Delantero      | Paolo Guerrero   | 55' |
| 10         | Delantero      | Jefferson Farfán |     |
| 14         | Delantero      | Andy Polo        |     |
| Entrenador | Entrenador     | Ricardo Gareca   |     |

| 1          | Guardameta     | Alisson Becker    |     |
| 2          | Defensa        | Thiago Silva      |     |
| 4          | Defensa        | Marquinhos        |     |
| 6          | Defensa        | Filipe Luís       | 57' |
| 13         | Defensa        | Dani Alves        |     |
| 5          | Centrocampista | Casemiro          | 70' |
| 8          | Centrocampista | Arthur            |     |
| 11         | Centrocampista | Philippe Coutinho | 77' |
| 9          | Delantero      | Gabriel Jesus     |     |
| 19         | Delantero      | Everton           |     |
| 20         | Delantero      | Roberto Firmino   |     |
| Entrenador | Entrenador     | Tite              |     |

| 20 | Centrocampista | Edison Flores       | 45' |
| 23 | Centrocampista | Christofer Gonzales | 55' |
| 7  | Centrocampista | Josepmir Ballón     | 67' |

| 12 | Defensa        | Alex Sandro | 57' |
| 18 | Centrocampista | Allan       | 70' |
| 10 | Delantero      | Willian     | 77' |

| Anotado | 12' | Casemiro        | 0-1 |
| Anotado | 19' | Roberto Firmino | 0-2 |
| Anotado | 32' | Everton         | 0-3 |
| Anotado | 53' | Dani Alves      | 0-4 |
| Anotado | 90' | Willian         | 0-5 |

| Amonestado | 16' | Yoshimar Yotún |
| Amonestado | 81' | Luis Advíncula |

| Amonestado | 10' | Casemiro     |
| Amonestado | 78' | Thiago Silva |

| Árbitro             | Fernando Rapallini |
| Árbitros asistentes | Hernán Maidana     |
| Árbitros asistentes | Eduardo Cardozo    |
| Cuarto Árbitro      | Arnaldo Samaniego  |
| VAR                 | Andrés Rojas       |
| Asistentes VAR      | Nicolás Gallo      |
| Asistentes VAR      | Wilmar Navarro     |
| Observador VAR      | Pablo Silva        |
| Asesor de Árbitros  | Ubaldo Aquino      |

| 1          | Guardameta     | Pedro Gallese    |     |
| 2          | Defensa        | Luis Abram       |     |
| 5          | Defensa        | Miguel Araujo    |     |
| 6          | Defensa        | Miguel Trauco    |     |
| 17         | Defensa        | Luis Advíncula   |     |
| 8          | Centrocampista | Christian Cueva  | 67' |
| 13         | Centrocampista | Renato Tapia     |     |
| 19         | Centrocampista | Yoshimar Yotún   | 45' |
| 9          | Delantero      | Paolo Guerrero   | 55' |
| 10         | Delantero      | Jefferson Farfán |     |
| 14         | Delantero      | Andy Polo        |     |
| Entrenador | Entrenador     | Ricardo Gareca   |     |

| 1          | Guardameta     | Alisson Becker    |     |
| 2          | Defensa        | Thiago Silva      |     |
| 4          | Defensa        | Marquinhos        |     |
| 6          | Defensa        | Filipe Luís       | 57' |
| 13         | Defensa        | Dani Alves        |     |
| 5          | Centrocampista | Casemiro          | 70' |
| 8          | Centrocampista | Arthur            |     |
| 11         | Centrocampista | Philippe Coutinho | 77' |
| 9          | Delantero      | Gabriel Jesus     |     |
| 19         | Delantero      | Everton           |     |
| 20         | Delantero      | Roberto Firmino   |     |
| Entrenador | Entrenador     | Tite              |     |

| 20 | Centrocampista | Edison Flores       | 45' |
| 23 | Centrocampista | Christofer Gonzales | 55' |
| 7  | Centrocampista | Josepmir Ballón     | 67' |

| 12 | Defensa        | Alex Sandro | 57' |
| 18 | Centrocampista | Allan       | 70' |
| 10 | Delantero      | Willian     | 77' |

| Anotado | 12' | Casemiro        | 0-1 |
| Anotado | 19' | Roberto Firmino | 0-2 |
| Anotado | 32' | Everton         | 0-3 |
| Anotado | 53' | Dani Alves      | 0-4 |
| Anotado | 90' | Willian         | 0-5 |

| Amonestado | 16' | Yoshimar Yotún |
| Amonestado | 81' | Luis Advíncula |

| Amonestado | 10' | Casemiro     |
| Amonestado | 78' | Thiago Silva |

| Árbitro             | Fernando Rapallini |
| Árbitros asistentes | Hernán Maidana     |
| Árbitros asistentes | Eduardo Cardozo    |
| Cuarto Árbitro      | Arnaldo Samaniego  |
| VAR                 | Andrés Rojas       |
| Asistentes VAR      | Nicolás Gallo      |
| Asistentes VAR      | Wilmar Navarro     |
| Observador VAR      | Pablo Silva        |
| Asesor de Árbitros  | Ubaldo Aquino      |

| Estadísticas      | Bandera de Perú | Bandera de Brasil |
| Tiros             | 8               | 19                |
| Tiros a puerta    | 2               | 9                 |
| Faltas            | 21              | 16                |
| Saques de esquina | 4               | 7                 |
| Penaltis          | 0               | 1                 |
| Fueras de juego   | 0               | 4                 |
| Posesión de balón | 31%             | 69%               |

### Cuartos de final

#### Uruguay vs. Perú
| 29 de junio de 2019, 16:00           | Uruguay                                        | 0:0 (4:5 p.)               | Perú                                            | Arena Fonte Nova, Salvador                                                       |                                                                                  |
|                                      |                                                | Reporte                    |                                                 | Asistencia: 21 180 espectadores Árbitro(s): Wilton Sampaio VAR: Patricio Loustau | Asistencia: 21 180 espectadores Árbitro(s): Wilton Sampaio VAR: Patricio Loustau |
|                                      |                                                | Tiros desde el punto penal |                                                 |                                                                                  |                                                                                  |
|                                      | Suárez · Cavani · Stuani · Betancur · Torreira |                            | Guerrero · Ruidíaz · Yotún · Advíncula · Flores |                                                                                  |                                                                                  |
| Primera victoria de Perú en penales. |                                                |                            |                                                 |                                                                                  |                                                                                  |

| 1          | Guardameta     | Fernando Muslera       |       |
| 2          | Defensa        | José María Giménez     |       |
| 3          | Defensa        | Diego Godín            |       |
| 4          | Defensa        | Giovanni González      |       |
| 22         | Defensa        | Martín Cáceres         |       |
| 6          | Centrocampista | Rodrigo Bentancur      |       |
| 8          | Centrocampista | Nahitan Nández         | 56'   |
| 10         | Centrocampista | Giorgian De Arrascaeta |       |
| 15         | Centrocampista | Federico Valverde      | 90+6' |
| 9          | Delantero      | Luis Suárez            |       |
| 21         | Delantero      | Edinson Cavani         |       |
| Entrenador | Entrenador     | Óscar Tabárez          |       |

| 1          | Guardameta     | Pedro Gallese   |     |
| 2          | Defensa        | Luis Advíncula  |     |
| 6          | Defensa        | Miguel Trauco   |     |
| 15         | Defensa        | Carlos Zambrano |     |
| 17         | Defensa        | Luis Abram      |     |
| 8          | Centrocampista | Christian Cueva | 84' |
| 13         | Centrocampista | Renato Tapia    |     |
| 19         | Centrocampista | Yoshimar Yotún  |     |
| 20         | Centrocampista | Edison Flores   |     |
| 9          | Delantero      | Paolo Guerrero  |     |
| 18         | Delantero      | André Carrillo  | 74' |
| Entrenador | Entrenador     | Ricardo Gareca  |     |

| 14 | Centrocampista | Lucas Torreira   | 56'   |
| 11 | Delantero      | Cristhian Stuani | 90+6' |

| 23 | Centrocampista | Christofer Gonzales | 74' |
| 11 | Delantero      | Raúl Ruidíaz        | 84' |

| Luis Suárez       | Fallo de penal (Atajado) | 0 : 0 |                  |                |
|                   |                          | 0 : 1 | Acierto de penal | Paolo Guerrero |
|                   |                          |       |                  |                |
| Edinson Cavani    | Acierto de penal         | 1 : 1 |                  |                |
|                   |                          | 1 : 2 | Acierto de penal | Raúl Ruidíaz   |
| Cristhian Stuani  | Acierto de penal         | 2 : 2 |                  |                |
|                   |                          | 2 : 3 | Acierto de penal | Yoshimar Yotún |
| Rodrigo Bentancur | Acierto de penal         | 3 : 3 |                  |                |
|                   |                          | 3 : 4 | Acierto de penal | Luis Advíncula |
| Lucas Torreira    | Acierto de penal         | 4 : 4 |                  |                |
|                   |                          | 4 : 5 | Acierto de penal | Edison Flores  |

| Amonestado | 32' | Diego Godín       |
| Amonestado | 69' | Federico Valverde |

| Amonestado | 48' | Carlos Zambrano |
| Amonestado | 63' | Christian Cueva |

| Árbitro             | Wilton Sampaio    |
| Árbitros asistentes | Kléber Lúcio Gil  |
| Árbitros asistentes | Rodrigo Correa    |
| Cuarto Árbitro      | Arnaldo Samaniego |
| VAR                 | Patricio Loustau  |
| Asistentes VAR      | Jesús Valenzuela  |
| Asistentes VAR      | Eduardo Cardozo   |

| 1          | Guardameta     | Fernando Muslera       |       |
| 2          | Defensa        | José María Giménez     |       |
| 3          | Defensa        | Diego Godín            |       |
| 4          | Defensa        | Giovanni González      |       |
| 22         | Defensa        | Martín Cáceres         |       |
| 6          | Centrocampista | Rodrigo Bentancur      |       |
| 8          | Centrocampista | Nahitan Nández         | 56'   |
| 10         | Centrocampista | Giorgian De Arrascaeta |       |
| 15         | Centrocampista | Federico Valverde      | 90+6' |
| 9          | Delantero      | Luis Suárez            |       |
| 21         | Delantero      | Edinson Cavani         |       |
| Entrenador | Entrenador     | Óscar Tabárez          |       |

| 1          | Guardameta     | Pedro Gallese   |     |
| 2          | Defensa        | Luis Advíncula  |     |
| 6          | Defensa        | Miguel Trauco   |     |
| 15         | Defensa        | Carlos Zambrano |     |
| 17         | Defensa        | Luis Abram      |     |
| 8          | Centrocampista | Christian Cueva | 84' |
| 13         | Centrocampista | Renato Tapia    |     |
| 19         | Centrocampista | Yoshimar Yotún  |     |
| 20         | Centrocampista | Edison Flores   |     |
| 9          | Delantero      | Paolo Guerrero  |     |
| 18         | Delantero      | André Carrillo  | 74' |
| Entrenador | Entrenador     | Ricardo Gareca  |     |

| 14 | Centrocampista | Lucas Torreira   | 56'   |
| 11 | Delantero      | Cristhian Stuani | 90+6' |

| 23 | Centrocampista | Christofer Gonzales | 74' |
| 11 | Delantero      | Raúl Ruidíaz        | 84' |

| Luis Suárez       | Fallo de penal (Atajado) | 0 : 0 |                  |                |
|                   |                          | 0 : 1 | Acierto de penal | Paolo Guerrero |
|                   |                          |       |                  |                |
| Edinson Cavani    | Acierto de penal         | 1 : 1 |                  |                |
|                   |                          | 1 : 2 | Acierto de penal | Raúl Ruidíaz   |
| Cristhian Stuani  | Acierto de penal         | 2 : 2 |                  |                |
|                   |                          | 2 : 3 | Acierto de penal | Yoshimar Yotún |
| Rodrigo Bentancur | Acierto de penal         | 3 : 3 |                  |                |
|                   |                          | 3 : 4 | Acierto de penal | Luis Advíncula |
| Lucas Torreira    | Acierto de penal         | 4 : 4 |                  |                |
|                   |                          | 4 : 5 | Acierto de penal | Edison Flores  |

| Amonestado | 32' | Diego Godín       |
| Amonestado | 69' | Federico Valverde |

| Amonestado | 48' | Carlos Zambrano |
| Amonestado | 63' | Christian Cueva |

| Árbitro             | Wilton Sampaio    |
| Árbitros asistentes | Kléber Lúcio Gil  |
| Árbitros asistentes | Rodrigo Correa    |
| Cuarto Árbitro      | Arnaldo Samaniego |
| VAR                 | Patricio Loustau  |
| Asistentes VAR      | Jesús Valenzuela  |
| Asistentes VAR      | Eduardo Cardozo   |

| Estadísticas      | Bandera de Uruguay | Bandera de Perú |
| Tiros             | 12                 | 3               |
| Tiros a puerta    | 3                  | 0               |
| Faltas            | 14                 | 22              |
| Saques de esquina | 4                  | 3               |
| Penaltis          | 0                  | 0               |
| Fueras de juego   | 7                  | 1               |
| Posesión de balón | 51%                | 49%             |

### Semifinales

#### Chile vs. Perú
| 3 de julio de 2019, 21:30 | Chile | 0:3 (0:2) | Perú                                    | Arena do Grêmio, Porto Alegre                                               |                                                                             |
|                           |       | Reporte   | Flores 21' · Yotún 38' · Guerrero 90+1' | Asistencia: 33 058 espectadores Árbitro(s): Wilmar Roldán VAR: Andrés Rojas | Asistencia: 33 058 espectadores Árbitro(s): Wilmar Roldán VAR: Andrés Rojas |

| 1          | Guardameta     | Gabriel Arias         |     |
| 3          | Defensa        | Guillermo Maripán     | 89' |
| 4          | Defensa        | Mauricio Isla         |     |
| 15         | Defensa        | Jean Beausejour       |     |
| 17         | Defensa        | Gary Medel            |     |
| 8          | Centrocampista | Arturo Vidal          |     |
| 13         | Centrocampista | Erick Pulgar          |     |
| 20         | Centrocampista | Charles Aránguiz      |     |
| 6          | Delantero      | José Pedro Fuenzalida | 45' |
| 7          | Delantero      | Alexis Sánchez        |     |
| 11         | Delantero      | Eduardo Vargas        |     |
| Entrenador | Entrenador     | Reinaldo Rueda        |     |

| 1          | Guardameta     | Pedro Gallese   |     |
| 2          | Defensa        | Luis Abram      |     |
| 6          | Defensa        | Miguel Trauco   |     |
| 15         | Defensa        | Carlos Zambrano |     |
| 17         | Defensa        | Luis Advíncula  |     |
| 8          | Centrocampista | Christian Cueva | 80' |
| 13         | Centrocampista | Renato Tapia    |     |
| 19         | Centrocampista | Yoshimar Yotún  |     |
| 20         | Centrocampista | Edison Flores   | 50' |
| 9          | Delantero      | Paolo Guerrero  |     |
| 18         | Delantero      | André Carrillo  | 71' |
| Entrenador | Entrenador     | Ricardo Gareca  |     |

| 22 | Delantero | Ángelo Sagal     | 45' |
| 9  | Delantero | Nicolás Castillo | 89' |

| 23 | Centrocampista | Christofer Gonzales | 50' |
| 14 | Delantero      | Andy Polo           | 71' |
| 7  | Centrocampista | Josepmir Ballón     | 80' |

| Anotado | 21'   | Edison Flores  | 0-1 |
| Anotado | 38'   | Yoshimar Yotún | 0-2 |
| Anotado | 90+1' | Paolo Guerrero | 0-3 |

| Amonestado | 74' | Erick Pulgar |
| Amonestado | 86' | Ángelo Sagal |

| Amonestado | 72' | Luis Advíncula |

| Árbitro             | Wilmar Roldán       |
| Árbitros asistentes | Alexander Guzmán    |
| Árbitros asistentes | Wilmar Navarro      |
| Cuarto Árbitro      | Mario Díaz de Vivar |
| VAR                 | Andrés Rojas        |
| Asistentes VAR      | Nicolás Gallo       |
| Asistentes VAR      | John León           |
| Observador VAR      | Martin Vásquez      |
| Asesor de Árbitros  | Ubaldo Aquino       |

| 1          | Guardameta     | Gabriel Arias         |     |
| 3          | Defensa        | Guillermo Maripán     | 89' |
| 4          | Defensa        | Mauricio Isla         |     |
| 15         | Defensa        | Jean Beausejour       |     |
| 17         | Defensa        | Gary Medel            |     |
| 8          | Centrocampista | Arturo Vidal          |     |
| 13         | Centrocampista | Erick Pulgar          |     |
| 20         | Centrocampista | Charles Aránguiz      |     |
| 6          | Delantero      | José Pedro Fuenzalida | 45' |
| 7          | Delantero      | Alexis Sánchez        |     |
| 11         | Delantero      | Eduardo Vargas        |     |
| Entrenador | Entrenador     | Reinaldo Rueda        |     |

| 1          | Guardameta     | Pedro Gallese   |     |
| 2          | Defensa        | Luis Abram      |     |
| 6          | Defensa        | Miguel Trauco   |     |
| 15         | Defensa        | Carlos Zambrano |     |
| 17         | Defensa        | Luis Advíncula  |     |
| 8          | Centrocampista | Christian Cueva | 80' |
| 13         | Centrocampista | Renato Tapia    |     |
| 19         | Centrocampista | Yoshimar Yotún  |     |
| 20         | Centrocampista | Edison Flores   | 50' |
| 9          | Delantero      | Paolo Guerrero  |     |
| 18         | Delantero      | André Carrillo  | 71' |
| Entrenador | Entrenador     | Ricardo Gareca  |     |

| 22 | Delantero | Ángelo Sagal     | 45' |
| 9  | Delantero | Nicolás Castillo | 89' |

| 23 | Centrocampista | Christofer Gonzales | 50' |
| 14 | Delantero      | Andy Polo           | 71' |
| 7  | Centrocampista | Josepmir Ballón     | 80' |

| Anotado | 21'   | Edison Flores  | 0-1 |
| Anotado | 38'   | Yoshimar Yotún | 0-2 |
| Anotado | 90+1' | Paolo Guerrero | 0-3 |

| Amonestado | 74' | Erick Pulgar |
| Amonestado | 86' | Ángelo Sagal |

| Amonestado | 72' | Luis Advíncula |

| Árbitro             | Wilmar Roldán       |
| Árbitros asistentes | Alexander Guzmán    |
| Árbitros asistentes | Wilmar Navarro      |
| Cuarto Árbitro      | Mario Díaz de Vivar |
| VAR                 | Andrés Rojas        |
| Asistentes VAR      | Nicolás Gallo       |
| Asistentes VAR      | John León           |
| Observador VAR      | Martin Vásquez      |
| Asesor de Árbitros  | Ubaldo Aquino       |

| Estadísticas      | Bandera de Chile | Bandera de Perú |
| Tiros             | 19               | 9               |
| Tiros a puerta    | 7                | 3               |
| Faltas            | 17               | 16              |
| Saques de esquina | 9                | 2               |
| Penaltis          | 1                | 0               |
| Fueras de juego   | 0                | 2               |
| Posesión de balón | 66%              | 34%             |

### Cuartos de final

#### Uruguay vs. Perú
| 29 de junio de 2019, 16:00           | Uruguay                                        | 0:0 (4:5 p.)               | Perú                                            | Arena Fonte Nova, Salvador                                                       |                                                                                  |
|                                      |                                                | Reporte                    |                                                 | Asistencia: 21 180 espectadores Árbitro(s): Wilton Sampaio VAR: Patricio Loustau | Asistencia: 21 180 espectadores Árbitro(s): Wilton Sampaio VAR: Patricio Loustau |
|                                      |                                                | Tiros desde el punto penal |                                                 |                                                                                  |                                                                                  |
|                                      | Suárez · Cavani · Stuani · Betancur · Torreira |                            | Guerrero · Ruidíaz · Yotún · Advíncula · Flores |                                                                                  |                                                                                  |
| Primera victoria de Perú en penales. |                                                |                            |                                                 |                                                                                  |                                                                                  |

| 1          | Guardameta     | Fernando Muslera       |       |
| 2          | Defensa        | José María Giménez     |       |
| 3          | Defensa        | Diego Godín            |       |
| 4          | Defensa        | Giovanni González      |       |
| 22         | Defensa        | Martín Cáceres         |       |
| 6          | Centrocampista | Rodrigo Bentancur      |       |
| 8          | Centrocampista | Nahitan Nández         | 56'   |
| 10         | Centrocampista | Giorgian De Arrascaeta |       |
| 15         | Centrocampista | Federico Valverde      | 90+6' |
| 9          | Delantero      | Luis Suárez            |       |
| 21         | Delantero      | Edinson Cavani         |       |
| Entrenador | Entrenador     | Óscar Tabárez          |       |

| 1          | Guardameta     | Pedro Gallese   |     |
| 2          | Defensa        | Luis Advíncula  |     |
| 6          | Defensa        | Miguel Trauco   |     |
| 15         | Defensa        | Carlos Zambrano |     |
| 17         | Defensa        | Luis Abram      |     |
| 8          | Centrocampista | Christian Cueva | 84' |
| 13         | Centrocampista | Renato Tapia    |     |
| 19         | Centrocampista | Yoshimar Yotún  |     |
| 20         | Centrocampista | Edison Flores   |     |
| 9          | Delantero      | Paolo Guerrero  |     |
| 18         | Delantero      | André Carrillo  | 74' |
| Entrenador | Entrenador     | Ricardo Gareca  |     |

| 14 | Centrocampista | Lucas Torreira   | 56'   |
| 11 | Delantero      | Cristhian Stuani | 90+6' |

| 23 | Centrocampista | Christofer Gonzales | 74' |
| 11 | Delantero      | Raúl Ruidíaz        | 84' |

| Luis Suárez       | Fallo de penal (Atajado) | 0 : 0 |                  |                |
|                   |                          | 0 : 1 | Acierto de penal | Paolo Guerrero |
|                   |                          |       |                  |                |
| Edinson Cavani    | Acierto de penal         | 1 : 1 |                  |                |
|                   |                          | 1 : 2 | Acierto de penal | Raúl Ruidíaz   |
| Cristhian Stuani  | Acierto de penal         | 2 : 2 |                  |                |
|                   |                          | 2 : 3 | Acierto de penal | Yoshimar Yotún |
| Rodrigo Bentancur | Acierto de penal         | 3 : 3 |                  |                |
|                   |                          | 3 : 4 | Acierto de penal | Luis Advíncula |
| Lucas Torreira    | Acierto de penal         | 4 : 4 |                  |                |
|                   |                          | 4 : 5 | Acierto de penal | Edison Flores  |

| Amonestado | 32' | Diego Godín       |
| Amonestado | 69' | Federico Valverde |

| Amonestado | 48' | Carlos Zambrano |
| Amonestado | 63' | Christian Cueva |

| Árbitro             | Wilton Sampaio    |
| Árbitros asistentes | Kléber Lúcio Gil  |
| Árbitros asistentes | Rodrigo Correa    |
| Cuarto Árbitro      | Arnaldo Samaniego |
| VAR                 | Patricio Loustau  |
| Asistentes VAR      | Jesús Valenzuela  |
| Asistentes VAR      | Eduardo Cardozo   |

| 1          | Guardameta     | Fernando Muslera       |       |
| 2          | Defensa        | José María Giménez     |       |
| 3          | Defensa        | Diego Godín            |       |
| 4          | Defensa        | Giovanni González      |       |
| 22         | Defensa        | Martín Cáceres         |       |
| 6          | Centrocampista | Rodrigo Bentancur      |       |
| 8          | Centrocampista | Nahitan Nández         | 56'   |
| 10         | Centrocampista | Giorgian De Arrascaeta |       |
| 15         | Centrocampista | Federico Valverde      | 90+6' |
| 9          | Delantero      | Luis Suárez            |       |
| 21         | Delantero      | Edinson Cavani         |       |
| Entrenador | Entrenador     | Óscar Tabárez          |       |

| 1          | Guardameta     | Pedro Gallese   |     |
| 2          | Defensa        | Luis Advíncula  |     |
| 6          | Defensa        | Miguel Trauco   |     |
| 15         | Defensa        | Carlos Zambrano |     |
| 17         | Defensa        | Luis Abram      |     |
| 8          | Centrocampista | Christian Cueva | 84' |
| 13         | Centrocampista | Renato Tapia    |     |
| 19         | Centrocampista | Yoshimar Yotún  |     |
| 20         | Centrocampista | Edison Flores   |     |
| 9          | Delantero      | Paolo Guerrero  |     |
| 18         | Delantero      | André Carrillo  | 74' |
| Entrenador | Entrenador     | Ricardo Gareca  |     |

| 14 | Centrocampista | Lucas Torreira   | 56'   |
| 11 | Delantero      | Cristhian Stuani | 90+6' |

| 23 | Centrocampista | Christofer Gonzales | 74' |
| 11 | Delantero      | Raúl Ruidíaz        | 84' |

| Luis Suárez       | Fallo de penal (Atajado) | 0 : 0 |                  |                |
|                   |                          | 0 : 1 | Acierto de penal | Paolo Guerrero |
|                   |                          |       |                  |                |
| Edinson Cavani    | Acierto de penal         | 1 : 1 |                  |                |
|                   |                          | 1 : 2 | Acierto de penal | Raúl Ruidíaz   |
| Cristhian Stuani  | Acierto de penal         | 2 : 2 |                  |                |
|                   |                          | 2 : 3 | Acierto de penal | Yoshimar Yotún |
| Rodrigo Bentancur | Acierto de penal         | 3 : 3 |                  |                |
|                   |                          | 3 : 4 | Acierto de penal | Luis Advíncula |
| Lucas Torreira    | Acierto de penal         | 4 : 4 |                  |                |
|                   |                          | 4 : 5 | Acierto de penal | Edison Flores  |

| Amonestado | 32' | Diego Godín       |
| Amonestado | 69' | Federico Valverde |

| Amonestado | 48' | Carlos Zambrano |
| Amonestado | 63' | Christian Cueva |

| Árbitro             | Wilton Sampaio    |
| Árbitros asistentes | Kléber Lúcio Gil  |
| Árbitros asistentes | Rodrigo Correa    |
| Cuarto Árbitro      | Arnaldo Samaniego |
| VAR                 | Patricio Loustau  |
| Asistentes VAR      | Jesús Valenzuela  |
| Asistentes VAR      | Eduardo Cardozo   |

### Semifinales

#### Chile vs. Perú
| 3 de julio de 2019, 21:30 | Chile | 0:3 (0:2) | Perú                                    | Arena do Grêmio, Porto Alegre                                               |                                                                             |
|                           |       | Reporte   | Flores 21' · Yotún 38' · Guerrero 90+1' | Asistencia: 33 058 espectadores Árbitro(s): Wilmar Roldán VAR: Andrés Rojas | Asistencia: 33 058 espectadores Árbitro(s): Wilmar Roldán VAR: Andrés Rojas |

| 1          | Guardameta     | Gabriel Arias         |     |
| 3          | Defensa        | Guillermo Maripán     | 89' |
| 4          | Defensa        | Mauricio Isla         |     |
| 15         | Defensa        | Jean Beausejour       |     |
| 17         | Defensa        | Gary Medel            |     |
| 8          | Centrocampista | Arturo Vidal          |     |
| 13         | Centrocampista | Erick Pulgar          |     |
| 20         | Centrocampista | Charles Aránguiz      |     |
| 6          | Delantero      | José Pedro Fuenzalida | 45' |
| 7          | Delantero      | Alexis Sánchez        |     |
| 11         | Delantero      | Eduardo Vargas        |     |
| Entrenador | Entrenador     | Reinaldo Rueda        |     |

| 1          | Guardameta     | Pedro Gallese   |     |
| 2          | Defensa        | Luis Abram      |     |
| 6          | Defensa        | Miguel Trauco   |     |
| 15         | Defensa        | Carlos Zambrano |     |
| 17         | Defensa        | Luis Advíncula  |     |
| 8          | Centrocampista | Christian Cueva | 80' |
| 13         | Centrocampista | Renato Tapia    |     |
| 19         | Centrocampista | Yoshimar Yotún  |     |
| 20         | Centrocampista | Edison Flores   | 50' |
| 9          | Delantero      | Paolo Guerrero  |     |
| 18         | Delantero      | André Carrillo  | 71' |
| Entrenador | Entrenador     | Ricardo Gareca  |     |

| 22 | Delantero | Ángelo Sagal     | 45' |
| 9  | Delantero | Nicolás Castillo | 89' |

| 23 | Centrocampista | Christofer Gonzales | 50' |
| 14 | Delantero      | Andy Polo           | 71' |
| 7  | Centrocampista | Josepmir Ballón     | 80' |

| Anotado | 21'   | Edison Flores  | 0-1 |
| Anotado | 38'   | Yoshimar Yotún | 0-2 |
| Anotado | 90+1' | Paolo Guerrero | 0-3 |

| Amonestado | 74' | Erick Pulgar |
| Amonestado | 86' | Ángelo Sagal |

| Amonestado | 72' | Luis Advíncula |

| Árbitro             | Wilmar Roldán       |
| Árbitros asistentes | Alexander Guzmán    |
| Árbitros asistentes | Wilmar Navarro      |
| Cuarto Árbitro      | Mario Díaz de Vivar |
| VAR                 | Andrés Rojas        |
| Asistentes VAR      | Nicolás Gallo       |
| Asistentes VAR      | John León           |
| Observador VAR      | Martin Vásquez      |
| Asesor de Árbitros  | Ubaldo Aquino       |

| 1          | Guardameta     | Gabriel Arias         |     |
| 3          | Defensa        | Guillermo Maripán     | 89' |
| 4          | Defensa        | Mauricio Isla         |     |
| 15         | Defensa        | Jean Beausejour       |     |
| 17         | Defensa        | Gary Medel            |     |
| 8          | Centrocampista | Arturo Vidal          |     |
| 13         | Centrocampista | Erick Pulgar          |     |
| 20         | Centrocampista | Charles Aránguiz      |     |
| 6          | Delantero      | José Pedro Fuenzalida | 45' |
| 7          | Delantero      | Alexis Sánchez        |     |
| 11         | Delantero      | Eduardo Vargas        |     |
| Entrenador | Entrenador     | Reinaldo Rueda        |     |

| 1          | Guardameta     | Pedro Gallese   |     |
| 2          | Defensa        | Luis Abram      |     |
| 6          | Defensa        | Miguel Trauco   |     |
| 15         | Defensa        | Carlos Zambrano |     |
| 17         | Defensa        | Luis Advíncula  |     |
| 8          | Centrocampista | Christian Cueva | 80' |
| 13         | Centrocampista | Renato Tapia    |     |
| 19         | Centrocampista | Yoshimar Yotún  |     |
| 20         | Centrocampista | Edison Flores   | 50' |
| 9          | Delantero      | Paolo Guerrero  |     |
| 18         | Delantero      | André Carrillo  | 71' |
| Entrenador | Entrenador     | Ricardo Gareca  |     |

| 22 | Delantero | Ángelo Sagal     | 45' |
| 9  | Delantero | Nicolás Castillo | 89' |

| 23 | Centrocampista | Christofer Gonzales | 50' |
| 14 | Delantero      | Andy Polo           | 71' |
| 7  | Centrocampista | Josepmir Ballón     | 80' |

| Anotado | 21'   | Edison Flores  | 0-1 |
| Anotado | 38'   | Yoshimar Yotún | 0-2 |
| Anotado | 90+1' | Paolo Guerrero | 0-3 |

| Amonestado | 74' | Erick Pulgar |
| Amonestado | 86' | Ángelo Sagal |

| Amonestado | 72' | Luis Advíncula |

| Árbitro             | Wilmar Roldán       |
| Árbitros asistentes | Alexander Guzmán    |
| Árbitros asistentes | Wilmar Navarro      |
| Cuarto Árbitro      | Mario Díaz de Vivar |
| VAR                 | Andrés Rojas        |
| Asistentes VAR      | Nicolás Gallo       |
| Asistentes VAR      | John León           |
| Observador VAR      | Martin Vásquez      |
| Asesor de Árbitros  | Ubaldo Aquino       |

### Final

#### Brasil vs. Perú
| 7 de julio de 2019, 17:00 | Brasil                                                     | 3:1 (2:1) | Perú                | Estadio Maracanã, Río de Janeiro                                              |                                                                               |
|                           | Everton 15' · Gabriel Jesus 45+3' · Richarlison 88' (pen.) | Reporte   | Guerrero 44' (pen.) | Asistencia: 58 584 espectadores Árbitro(s): Roberto Tobar VAR: Julio Bascuñán | Asistencia: 58 584 espectadores Árbitro(s): Roberto Tobar VAR: Julio Bascuñán |

| 1          | Guardameta     | Alisson Becker    |       |
| 2          | Defensa        | Thiago Silva      |       |
| 4          | Defensa        | Marquinhos        |       |
| 12         | Defensa        | Alex Sandro       |       |
| 13         | Defensa        | Dani Alves        |       |
| 5          | Centrocampista | Casemiro          |       |
| 8          | Centrocampista | Arthur            |       |
| 11         | Centrocampista | Philippe Coutinho | 77'   |
| 9          | Delantero      | Gabriel Jesus     |       |
| 19         | Delantero      | Everton           | 90+3' |
| 20         | Delantero      | Roberto Firmino   | 75'   |
| Entrenador | Entrenador     | Tite              |       |

| 1          | Guardameta     | Pedro Gallese   |     |
| 2          | Defensa        | Luis Abram      |     |
| 6          | Defensa        | Miguel Trauco   |     |
| 15         | Defensa        | Carlos Zambrano |     |
| 17         | Defensa        | Luis Advíncula  |     |
| 8          | Centrocampista | Christian Cueva |     |
| 13         | Centrocampista | Renato Tapia    | 82' |
| 19         | Centrocampista | Yoshimar Yotún  | 78' |
| 20         | Centrocampista | Edison Flores   |     |
| 9          | Delantero      | Paolo Guerrero  |     |
| 18         | Delantero      | André Carrillo  | 86' |
| Entrenador | Entrenador     | Ricardo Gareca  |     |

| 21 | Delantero      | Richarlison  | 75'   |
| 15 | Defensa        | Éder Militão | 77'   |
| 18 | Centrocampista | Allan        | 90+3' |

| 11 | Delantero      | Raúl Ruidíaz        | 78' |
| 23 | Centrocampista | Christofer Gonzales | 82' |
| 14 | Delantero      | Andy Polo           | 86' |

| Anotado         | 15'   | Everton       | 1-0 |
| Anotado         | 45+3' | Gabriel Jesus | 2-1 |
| Anotado · Penal | 90'   | Richarlison   | 3-1 |

| Anotado · Penal | 44' | Paolo Guerrero | 1-1 |

| Amonestado | 30'   | Gabriel Jesus |
| Amonestado | 53'   | Thiago Silva  |
| Amonestado | 90+1' | Richarlison   |

| Amonestado | 49' | Renato Tapia    |
| Amonestado | 68' | Carlos Zambrano |
| Amonestado | 84' | Luis Advíncula  |

| Otorgado · Expulsado | 70' | Gabriel Jesus |

| Árbitro             | Roberto Tobar       |
| Árbitros asistentes | Christian Schiemann |
| Árbitros asistentes | Claudio Ríos        |
| Cuarto Árbitro      | Alexis Herrera      |
| VAR                 | Julio Bascuñán      |
| Asistentes VAR      | Nicolás Gallo       |
| Asistentes VAR      | Alexander Guzmán    |
| Observador VAR      | Enrique Cáceres     |
| Asesor de Árbitros  | Jorge Larrionda     |

| 1          | Guardameta     | Alisson Becker    |       |
| 2          | Defensa        | Thiago Silva      |       |
| 4          | Defensa        | Marquinhos        |       |
| 12         | Defensa        | Alex Sandro       |       |
| 13         | Defensa        | Dani Alves        |       |
| 5          | Centrocampista | Casemiro          |       |
| 8          | Centrocampista | Arthur            |       |
| 11         | Centrocampista | Philippe Coutinho | 77'   |
| 9          | Delantero      | Gabriel Jesus     |       |
| 19         | Delantero      | Everton           | 90+3' |
| 20         | Delantero      | Roberto Firmino   | 75'   |
| Entrenador | Entrenador     | Tite              |       |

| 1          | Guardameta     | Pedro Gallese   |     |
| 2          | Defensa        | Luis Abram      |     |
| 6          | Defensa        | Miguel Trauco   |     |
| 15         | Defensa        | Carlos Zambrano |     |
| 17         | Defensa        | Luis Advíncula  |     |
| 8          | Centrocampista | Christian Cueva |     |
| 13         | Centrocampista | Renato Tapia    | 82' |
| 19         | Centrocampista | Yoshimar Yotún  | 78' |
| 20         | Centrocampista | Edison Flores   |     |
| 9          | Delantero      | Paolo Guerrero  |     |
| 18         | Delantero      | André Carrillo  | 86' |
| Entrenador | Entrenador     | Ricardo Gareca  |     |

| 21 | Delantero      | Richarlison  | 75'   |
| 15 | Defensa        | Éder Militão | 77'   |
| 18 | Centrocampista | Allan        | 90+3' |

| 11 | Delantero      | Raúl Ruidíaz        | 78' |
| 23 | Centrocampista | Christofer Gonzales | 82' |
| 14 | Delantero      | Andy Polo           | 86' |

| Anotado         | 15'   | Everton       | 1-0 |
| Anotado         | 45+3' | Gabriel Jesus | 2-1 |
| Anotado · Penal | 90'   | Richarlison   | 3-1 |

| Anotado · Penal | 44' | Paolo Guerrero | 1-1 |

| Amonestado | 30'   | Gabriel Jesus |
| Amonestado | 53'   | Thiago Silva  |
| Amonestado | 90+1' | Richarlison   |

| Amonestado | 49' | Renato Tapia    |
| Amonestado | 68' | Carlos Zambrano |
| Amonestado | 84' | Luis Advíncula  |

| Otorgado · Expulsado | 70' | Gabriel Jesus |

| Árbitro             | Roberto Tobar       |
| Árbitros asistentes | Christian Schiemann |
| Árbitros asistentes | Claudio Ríos        |
| Cuarto Árbitro      | Alexis Herrera      |
| VAR                 | Julio Bascuñán      |
| Asistentes VAR      | Nicolás Gallo       |
| Asistentes VAR      | Alexander Guzmán    |
| Observador VAR      | Enrique Cáceres     |
| Asesor de Árbitros  | Jorge Larrionda     |

| Estadísticas      | Bandera de Brasil | Bandera de Perú |
| Tiros             | 12                | 7               |
| Tiros a puerta    | 3                 | 2               |
| Faltas            | 25                | 21              |
| Saques de esquina | 3                 | 4               |
| Penaltis          | 1                 | 1               |
| Fueras de juego   | 0                 | 0               |
| Posesión de balón | 55%               | 45%             |

## Estadísticas

### Participación de jugadores
| N.° | Pos        | Jugador          | PJ | Minutos jugados | Goles recibidos | Atajos | Tarjetas amarillas | Doble tarjeta amarilla y roja | Tarjetas rojas |
| --- | ---------- | ---------------- | -- | --------------- | --------------- | ------ | ------------------ | ----------------------------- | -------------- |
| 1   | Guardameta | Pedro Gallese    | 6  | 530             | 9               | 18     | 0                  | 0                             | 0              |
| 12  | Guardameta | Carlos Cáceda    | 0  | 0               | 0               | 0      | 0                  | 0                             | 0              |
| 21  | Guardameta | Patricio Álvarez | 0  | 0               | 0               | 0      | 0                  | 0                             | 0              |

| N.° | Pos            | Jugador             | PJ | Minutos jugados | Goles | Asistencias | Tarjetas Amarillas | Doble tarjeta amarilla y roja | Tarjetas rojas |
| --- | -------------- | ------------------- | -- | --------------- | ----- | ----------- | ------------------ | ----------------------------- | -------------- |
| 2   | Defensa        | Luis Abram          | 6  | 540             | 0     | 0           | 0                  | 0                             | 0              |
| 3   | Defensa        | Aldo Corzo          | 0  | 0               | 0     | 0           | 0                  | 0                             | 0              |
| 4   | Defensa        | Anderson Santamaría | 0  | 0               | 0     | 0           | 0                  | 0                             | 0              |
| 5   | Defensa        | Miguel Araujo       | 2  | 95              | 0     | 0           | 0                  | 0                             | 0              |
| 6   | Defensa        | Miguel Trauco       | 6  | 540             | 0     | 0           | 0                  | 0                             | 0              |
| 7   | Centrocampista | Josepmir Ballón     | 2  | 33              | 0     | 0           | 0                  | 0                             | 0              |
| 8   | Centrocampista | Christian Cueva     | 6  | 445             | 0     | 1           | 1                  | 0                             | 0              |
| 9   | Delantero      | Paolo Guerrero      | 6  | 505             | 3     | 1           | 0                  | 0                             | 0              |
| 10  | Delantero      | Jefferson Farfán    | 3  | 270             | 1     | 1           | 0                  | 0                             | 0              |
| 11  | Delantero      | Raúl Ruidíaz        | 2  | 18              | 0     | 0           | 0                  | 0                             | 0              |
| 13  | Centrocampista | Renato Tapia        | 6  | 532             | 0     | 1           | 1                  | 0                             | 0              |
| 14  | Delantero      | Andy Polo           | 5  | 227             | 0     | 0           | 0                  | 0                             | 0              |
| 15  | Defensa        | Carlos Zambrano     | 5  | 445             | 0     | 0           | 3                  | 0                             | 0              |
| 16  | Centrocampista | Jesús Pretell       | 0  | 0               | 0     | 0           | 0                  | 0                             | 0              |
| 17  | Defensa        | Luis Advincula      | 6  | 540             | 0     | 0           | 3                  | 0                             | 0              |
| 18  | Delantero      | André Carrillo      | 4  | 233             | 0     | 2           | 1                  | 0                             | 0              |
| 19  | Centrocampista | Yoshimar Yotún      | 6  | 459             | 1     | 0           | 1                  | 0                             | 0              |
| 20  | Centrocampista | Edison Flores       | 6  | 331             | 2     | 0           | 0                  | 0                             | 0              |
| 22  | Defensa        | Alexander Callens   | 0  | 0               | 0     | 0           | 0                  | 0                             | 0              |
| 23  | Centrocampista | Christofer Gonzales | 6  | 187             | 0     | 0           | 0                  | 0                             | 0              |

### Goleadores
| N.°   | Jugador          | Anotado | PJ | Prom. | Jugada | Cabeza | TL | Penal |
| ----- | ---------------- | ------- | -- | ----- | ------ | ------ | -- | ----- |
| 1     | Paolo Guerrero   | 3       | 6  | 0.5   | 3      | 0      | 0  | 0     |
| 2     | Edison Flores    | 2       | 6  | 0.33  | 2      | 0      | 0  | 0     |
| 3     | Yoshimar Yotún   | 1       | 6  | 0.17  | 1      | 0      | 0  | 0     |
| 3     | Jefferson Farfán | 1       | 3  | 0.33  | 0      | 1      | 0  | 0     |
| Total | Total            | 7       | 21 | 0.33  | 6      | 1      | 0  | 0     |

### Asistencias
| N.°   | Jugador          | Asistencia | Jugada | Cabeza | TL | SdE |
| ----- | ---------------- | ---------- | ------ | ------ | -- | --- |
| 1     | André Carrillo   | 2          | 2      | 0      | 0  | 0   |
| 2     | Jefferson Farfán | 1          | 1      | 0      | 0  | 0   |
| 2     | Christian Cueva  | 1          | 1      | 0      | 0  | 0   |
| 2     | Paolo Guerrero   | 1          | 1      | 0      | 0  | 0   |
| 2     | Renato Tapia     | 1          | 1      | 0      | 0  | 0   |
| Total | Total            | 6          | 6      | 0      | 0  | 0   |

### Sanciones disciplinarias
| N.°   | Jugador         | Amonestado | Otorgado · Expulsado | Expulsado | Sanción |
| ----- | --------------- | ---------- | -------------------- | --------- | ------- |
| 1     | Luis Advincula  | 3          | 0                    | 0         |         |
| 1     | Carlos Zambrano | 3          | 0                    | 0         |         |
| 2     | Renato Tapia    | 2          | 0                    | 0         |         |
| 3     | Paolo Guerrero  | 1          | 0                    | 0         |         |
| 3     | Yoshimar Yotún  | 1          | 0                    | 0         |         |
| 3     | Christian Cueva | 1          | 0                    | 0         |         |
| 3     | André Carrillo  | 1          | 0                    | 0         |         |
| Total | Total           | 12         | 0                    | 0         |         |